# 長谷部銀次
長谷部 銀次（はせべ ぎんじ、1998年7月29日 - ）は、愛知県岡崎市出身の日本のプロ野球選手（投手）。左投左打。広島東洋カープ所属。

## 経歴

### プロ入り前
岡崎市立竜美丘小学校在学時に兄の影響でソフトボール部に入部。岡崎市立竜海中学校では軟式野球部に所属した。
中京大中京高校時代の2015年夏には第97回全国高等学校野球選手権大会に控え投手として出場。
学業成績も優秀であったため、慶應義塾大学総合政策学部のAO入試を突破し、2017年、東京六大学の慶應義塾大学野球部に入部。大学時代は故障なども多く、公式戦の登板数は少なかった。
2021年4月、社会人野球の強豪・トヨタ自動車に入社。
2022年10月20日に行われたドラフト会議では広島東洋カープから6位指名を受け、11月24日に契約金3500万円、年俸800万円で契約を結んだ（金額は推定）。背番号は39。広島からトヨタ自動車の選手が指名されるのは、栗林良吏、高校・大学でも先輩であった中村健人に続き3年連続。なお、ドラフト会議開催日は長谷部の八世祖父の杉田玄白の誕生日でもあった。

### 広島時代
2023年は、二軍で39試合に登板し、2勝3敗3セーブ、防御率は5.62を記録するも、一軍登板はなかった。11月11日、現状維持となる推定年俸800万円で契約を更改した。
2024年、二軍で19試合に登板し、1勝2敗、防御率1.02を記録し、7月16日に出場登録された。7月21日の阪神タイガース戦（阪神甲子園球場）でプロ初登板を果たし、1回無失点に抑えた。10月3日の対東京ヤクルトスワローズ戦（マツダスタジアム）では6回裏同点の場面で登板、2イニングを無失点に抑え、プロ初ホールドを記録した。シーズン通算成績は5登板0勝0敗1ホールド、防御率0.00。シーズンオフに200万円増の年俸1000万円（推定）で契約更改。私生活では一般女性との結婚を発表した。

## 人物
- 中村健人は、高校、大学、社会人、プロ野球の全てのチームで1学年上の先輩である。

## 系譜
母方の先祖は杉田玄白。銀次は玄白から数えると雲孫に当たる。家系には父も含めて代々学者が多い。

### 先祖
- 八世祖父 - 杉田玄白（江戸時代の医師）
- 七世祖父 - 杉田立卿（眼科医）
- 六世祖父 - 杉田成卿（蘭学者）
- 五世祖父 - 乙骨太郎乙（洋学者、「君が代」 国歌選定に関与）
- 高祖父 - 江崎政忠（帝室林野管理局技師、実業家）
- 曾祖父 - 江崎悌三（昆虫学者）
- 曾祖母 - シャルロッテ・ヴィッテ（日独交流に尽力）
- 祖父 - 手島孝（法学者、九州大学名誉教授、熊本県立大学元学長）
- 大叔父 - 江崎悌一（日本航空パイロット、よど号事件時のパイロット）

### 両親
- 父 - 長谷部光泰（基礎生物学研究所教授）

## 選手としての特徴
最高球速149km/hのクロスファイヤー気味で内角に食い込むストレートを武器とする。慶應時代のチームメイトだった木澤尚文によると、普段は物静かだが、マウンドに上がったときは普段とはギャップのある威圧感に溢れているという。

## 詳細情報

### 年度別投手成績
| 年 度     | 球 団     | 登 板 | 先 発 | 完 投 | 完 封 | 無 四 球 | 勝 利 | 敗 戦 | セ 丨 ブ | ホ 丨 ル ド | 勝 率 | 打 者 | 投 球 回 | 被 安 打 | 被 本 塁 打 | 与 四 球 | 敬 遠 | 与 死 球 | 奪 三 振 | 暴 投 | ボ 丨 ク | 失 点 | 自 責 点 | 防 御 率 | W H I P |
| --------- | --------- | ----- | ----- | ----- | ----- | -------- | ----- | ----- | -------- | ----------- | ----- | ----- | -------- | -------- | ----------- | -------- | ----- | -------- | -------- | ----- | -------- | ----- | -------- | -------- | ------- |
| 2024      | 広島      | 5     | 0     | 0     | 0     | 0        | 0     | 0     | 0        | 1           | ----  | 25    | 7.0      | 1        | 0           | 5        | 0     | 0        | 4        | 0     | 0        | 0     | 0        | 0.00     | 0.86    |
| 通算：1年 | 通算：1年 | 5     | 0     | 0     | 0     | 0        | 0     | 0     | 0        | 1           | ----  | 25    | 7.0      | 1        | 0           | 5        | 0     | 0        | 4        | 0     | 0        | 0     | 0        | 0.00     | 0.86    |

- 2024年度シーズン終了時

### 年度別守備成績
| 年 度 | 球 団 | 投手  | 投手  | 投手  | 投手  | 投手  | 投手     |
| 年 度 | 球 団 | 試 合 | 刺 殺 | 補 殺 | 失 策 | 併 殺 | 守 備 率 |
| ----- | ----- | ----- | ----- | ----- | ----- | ----- | -------- |
| 2024  | 広島  | 5     | 0     | 0     | 0     | 0     | ----     |
| 通算  | 通算  | 5     | 0     | 0     | 0     | 0     | ----     |

- 2024年度シーズン終了時

### 記録
初記録
投手記録
- 初登板：2024年7月21日、対阪神タイガース16回戦（阪神甲子園球場）、7回裏に5番手で救援登板、1回無失点[1]
- 初奪三振：2024年9月19日、対東京ヤクルトスワローズ20回戦（明治神宮野球場）、8回裏に中村悠平から空振り三振
- 初ホールド：2024年10月3日、対東京ヤクルトスワローズ24回戦（明治神宮野球場）、6回裏に3番手で救援登板、2回無失点

### 背番号
- 39（2023年 - ）